# Athletic Football Club Bournemouth 2021-2022
Questa voce raccoglie le informazioni riguardanti l'Athletic Football Club Bournemouth nelle competizioni ufficiali della stagione 2021-2022.

## Maglie e sponsor
| Casa | Trasferta | Terza Divisa |

Sponsor ufficiale: MSP Capital
Fornitore tecnico: Umbro

## Rosa
Rosa e numerazione aggiornate al 17 dicembre 2021.
| N. |                        | Ruolo | Calciatore            |
| -- | ---------------------- | ----- | --------------------- |
| 1  | Norvegia (bandiera)    | P     | Ørjan Nyland          |
| 3  | Inghilterra (bandiera) | D     | Steve Cook (capitano) |
| 4  | Inghilterra (bandiera) | C     | Lewis Cook            |
| 5  | Inghilterra (bandiera) | D     | Lloyd Kelly           |
| 6  | Galles (bandiera)      | D     | Chris Mepham          |
| 7  | Galles (bandiera)      | C     | David Brooks          |
| 8  | Colombia (bandiera)    | C     | Jefferson Lerma       |
| 9  | Inghilterra (bandiera) | A     | Dominic Solanke       |
| 10 | Scozia (bandiera)      | C     | Ryan Christie         |
| 11 | Danimarca (bandiera)   | A     | Emiliano Marcondes    |
| 12 | Irlanda (bandiera)     | A     | Robbie Brady          |
| 15 | Inghilterra (bandiera) | D     | Adam Smith            |
| 17 | Inghilterra (bandiera) | D     | Jack Stacey           |

| N. |                        | Ruolo | Calciatore       |
| -- | ---------------------- | ----- | ---------------- |
| 18 | Giamaica (bandiera)    | A     | Jamal Lowe       |
| 19 | Inghilterra (bandiera) | C     | Junior Stanislas |
| 20 | Inghilterra (bandiera) | D     | Leif Davis       |
| 22 | Inghilterra (bandiera) | C     | Ben Pearson      |
| 23 | Inghilterra (bandiera) | D     | James Hill       |
| 24 | Inghilterra (bandiera) | D     | Gary Cahill      |
| 26 | Irlanda (bandiera)     | C     | Gavin Kilkenny   |
| 27 | Inghilterra (bandiera) | C     | Morgan Rogers    |
| 29 | Danimarca (bandiera)   | C     | Philip Billing   |
| 32 | Inghilterra (bandiera) | A     | Jaidon Anthony   |
| 33 | Zimbabwe (bandiera)    | D     | Jordan Zemura    |
| 35 | Inghilterra (bandiera) | D     | Zeno Ibsen Rossi |
| 42 | Irlanda (bandiera)     | P     | Mark Travers     |